# 李庭序
李庭序（1913年—1981年12月21日），江西省于都县人，中华人民共和国政治人物、水利工程师。

## 生平

### 第一次国共内战
李庭序早年私塾读书。1928年3月，他参加了童子团。同年加入共青团，被派到桥头赤卫队任政治宣传员。1930年春，随赤卫队编入于北游击第一大队任宣传员。同年8月，他由团员转为中国共产党党员。同年10月，调于都独立团政治部任宣传分队长。
1931年6月，随独立团编人红一方面军独立六师，并任三团政治部宣传干事。同年7月，随部队编人由左右江革命根据地转战至中央苏区的红七军，并任红七军二十师三团一营一连指导员，即投入了第三次反围剿战争。1932年5月转地方工作，任中共桥头区委宣传科长。不久，调胜利县苏维埃政府任土地部副部长。
1933年5月，苏区掀起了“扩红运动”高潮，他调任胜利县“扩红队”队长。仅1个月，就“扩红”1000多人，组成了“胜利补充团”，他任团政委。同年7月，率新兵与其他4县扩充的新兵合编组成补充第三师，并先后担任营教导员、师政治部地方工作科科长。1934年5月，到瑞金中央党校学习，结束后被分配到红军总政治部任机要秘书。同年10月，随总政机关参加长征。1935年10月，红军抵达瓦窑堡后，他被分配到西北中央局任会计科科长。

### 抗日战争时期
西安事变之后，他先后任庆阳工委秘书长、镇原县工委主任。1937年5月，出席了中国共产党苏区代表会议。七七事变后，为了加强对统战区党的工作的领导，成立了陇东特委。他任特委委员，并先后任固原和庆阳县委书记。1939年5月，任中共陇东地委委员、组织部副部长兼平经工委书记。同年12月，任地委常委、组织部长。1942年6月，人中央党校一部学习。1944年6月学习结束后，被分配到中央西北局组织部任组织科长。

### 第二次国共内战
1945年抗战胜利后，他奉命赴东北工作。1946年2月，到吉林省任中共吉北地委副书记兼组织部长。同年4月下旬，吉北地委撤销，他改任榆树中心县委副书记兼组织部长。同年7月．重建吉北地委，他任地委委员、组织部长。为确保吉北解放区榆树和舒兰的安全，做长期坚持的准备，他建议应建立吉北的后方基地。地委积极支持他的建议，并决定由他负责，发动群众进行土地改革，并修建粮食和物资仓库。
1948年4月，为配合主力部队围困长春，省委决定成立吉林省委工作团，他任团长。其主要任务是配合驻在长春东郊的东北人民解放军独立第八师做地方的群众工作和瓦解敌军的工作。围城后期，工作团还在陶瓷厂院内建立了难民接待站。他亲自接待过从长春市区逃出的一位搞飞机发动机的工程师和一位电气技工，派专人护送到解放区。长春解放后，他随军入城参加接管工作。同年12月，调东北局组织部任干部科副科长。1949年5月随东北干部大队南下，同年6月任江西省吉安地委副书记兼专员，8月任赣西南区党委委员、宁都地委书记兼宁都军分区政治委员。

### 共和国成立后
1952年，任中共南昌地委书记兼军分区政委，被选为中共江西省委委员。1954年10月，任长江水利委员会副主任。1955年9月，任长江水利委员会党委第二书记。
文化大革命初期，遭到迫害。后在周恩来过问下，得以释放。1970年5月，他任“长办”革委会副主任。1976年2月，改任“长办”顾问。1980年，被选为湖北省人大常委会委员。1981年12月21日，李庭序因病逝世，终年68岁。